# كيفن كويل
كيفن كويل (بالإنجليزية: Kevin Coyle)‏ هو مدرب رياضي أمريكي، ولد في 14 يناير 1956 في جزيرة ستاتن في الولايات المتحدة.